# Port lotniczy Bordeaux-Mérignac
Port lotniczy Bordeaux (fr. Aéroport de Bordeaux-Mérignac) – międzynarodowy port lotniczy położony 10 km na zachód od Bordeaux. Jest jednym z największych portów lotniczych w południowej Francji.

## Statystyki
Zobacz zapytanie i odniesienia źródłowe Wikidata o wartości.

## Linie lotnicze i połączenia
| Linia lotnicza                | Kierunek |
| ----------------------------- | --- |
| Aegean Airlines               | Sezonowo: 1. Ateny 2. Heraklion |
| Aer Lingus                    | 1. Dublin |
| Air Algerie                   | 1. Algier 2. Oran |
| Air Arabia Maroc              | 1. Fez |
| Air France                    | 1. Lyon 2. Paryż-Charles de Gaulle Sezonowo: 1. Ajaccio 2. Calvi 3. Figari 4. Nicea |
| Air Transat                   | Sezonowo: 1. Montreal-Trudeau |
| British Airways               | 1. Londyn-Gatwick |
| Brussels Airlines             | Sezonowo: 1. Bruksela |
| Chalair Aviation              | 1. Brest-Bretagne |
| Corsair International         | Sezonowo: 1. Pointe-à-Pitre |
| EasyJet                       | 1. / Bazylea/Miluza/Fryburg 2. Kopenhaga 3. Faro 4. Genewa 5. Lanzarote 6. Lille 7. Lizbona 8. Londyn-Gatwick 9. Londyn-Luton 10. Lyon 11. Manchester 12. Marrakesz 13. Marsylia 14. Mediolan-Malpensa 15. Nicea 16. Porto 17. Teneryfa-Południe Sezonowo: 1. Ajaccio-Napoléon Bonaparte 2. Bastia 3. Belfast 4. Berlin 5. Bristol 6. Katania 7. Essaouira 8. Figari 9. Glasgow 10. Heraklion 11. Ibiza 12. Menorka 13. Olbia 14. Palma de Mallorca 15. Rodos 16. Tulon                                                        |
| Iberia                        | 1. Madryt |
| KLM                           | 1. Amsterdam |
| Lufthansa                     | 1. Frankfurt 2. Monachium |
| Luxair                        | Sezonowo: 1. Luksemburg |
| Norwegian Air Shuttle         | Sezonowo: 1. Kopenhaga 2. Oslo-Gardermoen |
| Nouvelair                     | 1. Dżerba 2. Tunis |
| Royal Air Maroc               | 1. Casablanca |
| Ryanair                       | 1. Agadir 2. Barcelona 3. Mediolan-Bergamo 4. Birmingham 5. Rabat 6. Bruksela-Charleroi 7. Dublin 8. Faro 9. Fez 10. Lizbona 11. Londyn-Stansted 12. Madryt 13. Malaga 14. Malta 15. Manchester 16. Marrakesz 17. Marsylia 18. Porto 19. Praga 20. Santiago de Compostela 21. Sewilla 22. Tanger 23. Walencja Sezonowo: 1. Alghero 2. Alicante 3. Bari 4. Cork 5. Edynburg 6. Figari 7. Ibiza 8. Kraków 9. Menorka 10. Neapol 11. Palma de Mallorca 12. Pafos 13. Piza 14. Teneryfa-Południe 15. Trapani 16. Wenecja 17. Zadar |
| Swiss International Air Lines | 1. Zurych |
| Transavia.com                 | Sezonowo: 1. Agadir (od 14 grudnia 2024) 2. Eindhoven 3. Marrakesz (od 13 grudnia 2024) 4. Marsylia (od 12 grudnia 2024) 5. Porto (od 13 grudnia 2024) 6. Sewilla (od 12 grudnia 2024) 7. Stambuł (od 12 grudnia 2024) |
| TUI fly Belgium               | Sezonowo: 1. Oujda |
| Tunisair                      | 1. Tunis |
| Turkish Airlines              | 1. Stambuł |
| Volotea                       | 1. Algier 2. Ateny 3. Düsseldorf 4. Florencja 5. Hamburg 6. Lille 7. Malaga 8. Nicea 9. Oran 10. Rzym-Fiumicino 11. Strasburg 12. Stuttgart 13. Teneryfa-Południe 14. Wenecja Sezonowo: 1. Ajaccio-Napoléon Bonaparte 2. Bastia 3. Cagliari 4. Calvi 5. Korfu 6. Dubrownik 7. Figari 8. Heraklion 9. Lanzarote 10. Olbia 11. Palma de Mallorca 12. Santorini 13. Split |
| Vueling                       | 1. Barcelona |